# Ангел (сезон 1)
«Ангел» (англ. Angel) — американский телесериал, спин-офф телесериала «Баффи — истребительница вампиров».

## Сюжет
Приехав в Лос-Анджелес, Ангел обосновывается в небольшом офисе, где ведет уединенный образ жизни, когда к нему приходит Дойл — получеловек-полудемон, со способностями получать видения от Высших сил о людях, жизнь которых находится в опасности. Ангел берется за работу. Во время своего «задания», когда он попадает на вечеринку, встречает Корделию Чейз, которая пытается начать карьеру актрисы, не очень, правда, успешно. Так образовывается команда — Ангел, Дойл и Корделия, которая подает идею назваться агентством по расследованиям.
На протяжении сезона главные герои помогают разнообразным людям, иногда не только людям. Так, в 9-й серии они спасают полулюдей-полудемонов, при этом погибает Дойл, героически пожертвовав собой. Перед этим он целует Корделию и к ней переходит его способность видеть видения.
Позже, в ЛА приезжает Уэсли Уиндем-Прайс, который называет себя «вольным охотником на демонов».
Через некоторое время он остается вместе с Ангелом и Корделией.
На протяжении сезона Ангел не раз пересекается с Юридической Компанией «Вольфрам и Харт», которая ведет «темную» деятельность, защищая убийц и демонов, а также часто сама принимающая участие в различных «черных» деяниях. Ангел становится «костью в горле» этой компании.
В одной из последних серий сезона к Ангелу приходит Линдси МакДональд с просьбой о помощи. Он её получает, но в конечном счёте отказывается от своих намерений покинуть «Вольфрам и Харт» и вновь оказывается на темной стороне.
На протяжении сезона периодически появляются и герои сериала «Баффи». Приезжает Оз, привозит подарок от Баффи — кольцо Амара .А вслед за Озом появляется Спайк, дабы вернуть себе кольцо, что ознаменовывается схваткой между ним и Ангелом. И ничего не получив, разъяренный возвращается в Саннидейл. И сама Баффи, в её приезд, они с Ангелом ссорятся из-за его прошлого появления в Саннидейл. Но затем появляется демон, и в погоне за ним на Ангела попадает его кровь, оказалось, что она сняла с него заклятье и он снова стал смертным. Влюбленные остаются вместе, они счастливы. Но позже Ангел понимает, что без своей вампирской силы, он не может защитить Баффи, и он отказывается от обычной жизни, делая трудный выбор — быть рядом с любимой как обычный человек, или быть далеко от неё, но всегда прийти на помощь ей и тем, кто нуждается…
Появляется Фейт, которая пытается убить Ангела, но у неё ничего не получается, и в конечном счёте она начинает «перевоспитываться», затем оказывается в тюрьме.
Под конец сезона появляется Ган — бездомный, который со своими сверстниками сражается с нечистью. Он начинает помогать Ангелу.
В последней серии сезона «Вольфрам и Харт» вызывают воина преисподней, который влияет на Корделию, вследствие чего она видит в своих видениях всех людей в мире, кому нужна помощь, и при этом находится в состоянии психоза. Затем взрывают офис Ангела. Уэсли пострадал и находится в реанимации, а «Вольфрам и Харт» проводят ритуал по воскрешению кого-то. Ангел убивает воина преисподней, но ритуал успевают завершить.
Ангел отрубает руку Линдси, когда тот пытается сжечь свиток с предсказанием о вампире с душой.
Под конец серии Корделия и Уэсли приходят в норму, зрителям становится известно, что «Вольфрам и Харт» воскресили Дарлу.

## В ролях

### Основной состав
- Дэвид Бореаназ — Ангел
- Каризма Карпентер — Корделия Чейз
- Гленн Куинн — Фрэнсис Дойль
- Алексис Денисоф — Уэсли Вендом-Прайс

### Второстепенный состав
- Элизабэт Рем — Кейт Локли
- Кристиан Кейн — Линдси МакДональд
- Стефани Романов — Лайла Морган
- Томас Бёрр — Ли Мёрсер
- Джули Бэнц — Дарла
- Джей Огуст Ричардс — Чарльз Ганн
- Сара Мишель Геллар — Баффи Саммерс
- Элайза Душку — Фэйт
- Сэм Андерсон — Холланд Мэннерс
- Сет Грин — Оз
- Джеймс Мастерс — Спайк

## Эпизоды
| № общий | № в сезоне | Название                                             | Режиссёр          | Автор сценария                                                         | Дата премьеры   | Произв. код |
| --- | ---------- | ---------------------------------------------------- | ----------------- | ---------------------------------------------------------------------- | --------------- | --- |
| 1 | 1          | «City Of» «Город Ангелов»                            | Джосс Уидон       | Джосс Уидон и Дэвид Гринуолт                                           | 5 октября 1999  | 1ADH01 |
| Итак, после событий 3-го сезона в т/с "Баффи - истребительница вампиров", Ангел приехал в Лос-Анджелес, где встречает Дойла - получеловека-полудемона, способного получать видения от Высших сил о людях, жизнь которых в опасности. Ангел помогает девушке, которая его начала бояться, когда узнала, что он не человек. На вечеринке он встречает Корделию, которая после своего спасения приходит к Ангелу и подаёт идею создать агентство, где Ангел - главный, Корделия и Дойл - помощники. Так создалась команда. |            |                                                      |                   |                                                                        |                 | |
| 2 | 2          | «Lonely Hearts» «Одинокие сердца»                    | Джеймс А. Контнер | Дэвид Фьюри                                                            | 12 октября 1999 | 1ADH02 |
| В городе орудует убийца, который нацелен на одиноких людей. Корделия и Дойл выясняют, что это Роющий Демон, который, убивая людей, ищет себе лучшее тело. Ангел знакомится в клубе с блондинкой Кейт, которая оказывается детективом Кейт Локли. Вместе они убивают демона. |            |                                                      |                   |                                                                        |                 | |
| 3 | 3          | «In The Dark» «Во тьме»                              | Брюс Сэт Грин     | Дуглас Петри                                                           | 19 октября 1999 | 1ADH03 |
| В Лос-Анджелес приезжает Спайк, который охотится за кольцом Амара, обладающим огромной властью для вампира. С кольцом вампир может выходить днем и становится неуязвим для всех видов оружия. Оборотень Озз отдает кольцо Ангелу как подарок от Баффи. Помощник Спайка крадет кольцо. |            |                                                      |                   |                                                                        |                 | |
| 4 | 4          | «I Fall To Pieces» «Я распадаюсь на части»           | Верн Гиллам       | Сюжет: Джосс Уидон и Дэвид Гринуолт Телесценарий: Дэвид Гринуолт       | 26 октября 1999 | 1ADH04 |
| У агентства новое дело. Девушку преследует бывший ухажер - доктор, который не так-то прост. Ради любви он способен на все и пытается удержать её всеми частями тела. А Корделии и Дойлу не нравится бесплатно работать, что им и придется как-то донести до Ангела. |            |                                                      |                   |                                                                        |                 | |
| 5 | 5          | «Rm w/a Vu» «Комната с видом»                        | Скотт МакГиннис   | Сюжет: Дэвид Гринуолт и Джейн Эспенсон Телесценарий: Джейн Эспенсон    | 2 ноября 1999   | 1ADH05 |
| В квартире Корделии проходит зачистка от тараканов и она переезжает к Ангелу, которого такое сожительство омрачает. В прошлом Дойл задолжал демонам много денег и за его головой послали убийцу. Ангел обещает помочь Дойлу, если он подыщет квартиру Корделии. Идеальный дом найден, но за это придется заплатить жизнью. |            |                                                      |                   |                                                                        |                 | |
| 6 | 6          | «Sense & Sensitivity» «Чувства и чувствительность»   | Джеймс А. Контнер | Тим Майнир                                                             | 9 ноября 1999   | 1ADH06 |
| Ангел помогает детективу Кейт Локли с задержанием преступника Тони Попозяна, но у него хорошие адвокаты из компании Вольфрам и Харт, которые предписали пройти тренинг всему полицейскому участку. А у нанятого компанией Вольфрам и Харт психолога есть демоническая палка, с помощью которой должен сбежать Тони. |            |                                                      |                   |                                                                        |                 | |
| 7 | 7          | «Bachelor Party» «Мальчишник»                        | Дэвид Стрэйтон    | Трейси Стерн                                                           | 16 ноября 1999  | 1ADH07 |
| Прошлое Дойла дает о себе знать и так не вовремя. Только сейчас Корделия видит в нем нечто больше, чем неудачника. Его жена Хэри хочет развода, чтобы вновь выйти замуж. Дойл не верит новому ухажеру, так как он тоже демон, но из тех кто отказался от насилия и ритуальных убийств. Ангела и Дойла приглашают на мальчишник, где им предстоит убедиться что от старых привычек никак не избавиться. |            |                                                      |                   |                                                                        |                 | |
| 8 | 8          | «I Will Remember You» «Я буду помнить тебя»          | Дэвид Гроссман    | Дэвид Гринуолт и Джанин Реншоу                                         | 23 ноября 1999  | 1ADH08 |
| Не все еще сказано в отношениях Баффи и Ангела, поэтому Баффи и приезжает в Лос-Анджелес, чтобы нанести визит. Но не одна она навещает Ангела, демон Моро - воин тёмных сил, послан чтобы его убить. Но убить самого демона Моро непросто, он быстро регенерирует. Убив одного на его место придут десять воинов. Ангел заражается кровью демона и становится человеком, но надолго ли? И что он выберет: смертность или жизнь любимого человека?                                                                       |            |                                                      |                   |                                                                        |                 | |
| 9 | 9          | «Hero» «Герой»                                       | Такер Гейтс       | Говард Гордон и Тим Майнир                                             | 30 ноября 1999  | 1ADH09 |
| Ангел пытается помочь группе полудемонов спастись от охотников на полукровок, про которых он узнает из прошлого Дойла, который с ними сталкивался. Ангел, пытаясь помочь, прикидывается что он за одно с охотниками, но все выходит из-под контроля. Всех спасает Дойл, пожертвовал собой. |            |                                                      |                   |                                                                        |                 | |
| 10 | 10         | «Parting Gifts» «Прощальный подарок»                 | Джеймс А. Контнер | Дэвид Фьюри и Джанин Реншоу                                            | 14 декабря 1999 | 1ADH10 |
| Ангел просит Оракул вернуть ему Дойла, но они непреклонны. Но они предупреждают его о том что скоро у него появится другой помощник. А Тем временем подарок Дойла начинает действовать и приносит неприятности Корделии. |            |                                                      |                   |                                                                        |                 | |
| 11 | 11         | «Somnambulist» «Сомнамбулист»                        | Винрич Кольбе     | Тим Майнер                                                             | 18 января 2000  | 1ADH11 Кейт расследует дело серийного убийцы,преследуюмого по улицам Лос-Анджелеса.У всех жертв на щеке есть поперечный порез - знак,который Ангел когда-то использовал во время пребывания Ангелусом.Ангелу снятся убийства,Корделия и Уэсли заковывают его на ночь,и тогда он понимает,что убийца не он,а его бывший протеже Пенн.Когда Кейт идёт арестовать Пенна,Ангел тоже преследует её:Кейт узнает,что Ангел — вампир. |
| 12 | 12         | «Expecting» «Ожидание»                               | Дэвид Семел       | Говард Гордон                                                          | 25 января 2000  | 1ADH12 |
| 13 | 13         | «She» «Она»                                          | Дэвид Гринуолт    | Дэвид Гринуолт и Марти Ноксон                                          | 8 февраля 2000  | 1ADH13 |
| 14 | 14         | «I've Got You Under My Skin» «Ты залез мне под кожу» | Р. Д. Прайс       | История: Дэвид Гринуолт и Jeannine Renshaw Телесценарий: Джанин Реншоу | 15 февраля 2000 | 1ADH14 |
| 15 | 15         | «The Prodigal» «Расточительность»                    | Брюс Сет Грин     | Тим Майнер                                                             | 22 февраля 2000 | 1ADH15 |
| 16 | 16         | «The Ring» «Кольцо»                                  | Ник Марк          | Говард Гордон                                                          | 29 февраля 2000 | 1ADH16 |
| 17 | 17         | «Eternity» «Вечность»                                | Регис Б. Кимбл    | Трейси Стерн                                                           | 4 апреля 2000   | 1ADH17 |
| 18 | 18         | «Five by Five» «Пять-на-пять»                        | Джеймс А. Контнер | Джим Коуф                                                              | 25 апреля 2000  | 1ADH18 |
| 19 | 19         | «Sanctuary» «Убежище»                                | Майкл Лэнг        | Тим Майнер и Джосс Уидон                                               | 2 мая 2000      | 1ADH19 |
| 20 | 20         | «War Zone» «Боевая зона»                             | Дэвид Стрэйтон    | Гэрри Кэмпбелл                                                         | 9 мая 2000      | 1ADH20 |
| 21 | 21         | «Blind Date» «Свидание вслепую»                      | Томас Дж. Райт    | Джанин Реншоу                                                          | 16 мая 2000     | 1ADH21 |
| 22 | 22         | «To Shanshu in L.A.» «К Шаншу в Лос-Анджелесе»       | Дэвид Гринуолт    | Дэвид Гринуолт                                                         | 23 мая 2000     | 1ADH22 |